# Babyn (rejon dniestrzański)
Babyn (ukr. Бабин) – wieś na Ukrainie, w obwodzie czerniowieckim, w rejonie dniestrzańskim, w hromadzie Kelmieńce. W 2001 liczyła 2143 mieszkańców, spośród których 2117 wskazało jako ojczysty język ukraiński, 20 rosyjski, 4 mołdawski, 1 białoruski, a 1 ormiański.

## Urodzeni
- Lidija Lipkowska